# Désirée Rebel
Désirée Rebel is een Nederlands oud-balletdanseres, choreograaf, tekstschrijver van kinderliedjes, regisseur en theatermaker.
Rebel volgde de opleiding tot klassiek danseres aan de Scapino Dansacademie. Hierna werd zij in 1981 aangenomen bij het Folkloristisch Danstheater (tegenwoordig het Internationaal Danstheater). Onder leiding van de artistiek directeur Ferdinand van Altena danste zij daar achttien jaar.
Rebel ontving in oktober 1994 de Prijs van verdienste van de Stichting Dansersfonds '79 uit handen van Ine Rietstap en Alexandra Radius. In januari 1997 kreeg zij tevens de Begunstigersprijs 1996 van het Internationaal Danstheater.
Na haar actieve danscarrière ging Rebel werken als choreograaf, docent en regisseur. Zij is de dochter van de balletdanser Jean Rebel, danser, choreograaf en artistiek directeur bij onder meer het Scapino Ballet in de jaren zestig van de twintigste eeuw. Zij werkte o.a. mee aan voorstellingen van De Wereldband (tegenwoordig Slapstick) en Cuadro Flamenco
Tevens startte zij een kindertheater, De Theaterschuur, in Diemen, waar zij elk jaar een voorstelling mee maakte. Zij schreef hiervoor alle teksten, liedteksten en maakte choreografieën, zelfs voor de allerkleinsten.
Sinds september 2019 nam zij de leiding van Het Internationaal Danstheater over van Sophie Lambo. In 2025 start zij weer met voorstellingen van het Internationaal Danstheater met de voorstelling 'Femmes".